# Терскей-Бокенбай
Терскей-Бокенбай (каз. Теріскей Бөкенбай) — село в Куршимском районе Восточно-Казахстанской области Казахстана. Входит в состав Акбулакского сельского округа. Код КАТО — 635245500.

## Население
В 1999 году население села составляло 294 человека (158 мужчин и 136 женщин). По данным переписи 2009 года, в селе проживало 115 человек (58 мужчин и 57 женщин).